# Joe Tasker
Pour les articles homonymes, voir Tasker.
Pas d'image ? Cliquez ici
Joe Tasker, né le 12 mai 1948 et mort le 17 mai 1982 sur l'Everest, est un alpiniste britannique.

## Biographie
En 1976, il gravit la face ouest du Changabang avec Peter Boardman et, en été 1981, le Kongur Tagh avec Chris Bonington, Peter Boardman et Alan Rouse.
En 1982 il participe à une expédition sur l'Everest avec Peter Boardman. Les deux hommes disparaissent le 17 mai 1982 sur la crête nord. En 1992, le corps de Peter Boardman est retrouvé au niveau du troisième pinacle, à environ 8 200 mètres, mais celui de Joe Tasker est resté introuvable.